# إبراهيم العطيوي
إبراهيم العطيوي هو نائب أسبق في مجلس النواب الأردني وسياسي أردني، ولد في 14 ديسمبر 1968 في الأردن.

## المناصب
- مجلس النواب الأردني الرابع عشر، انتخب عضو مجلس النواب الاردني عن الدائرة الأولى في محافظة الطفيلة.
- مجلس النواب الأردني الخامس عشر، انتخب عضو مجلس النواب الاردني عن الدائرة الأولى في محافظة الطفيلة.
- مجلس النواب الأردني السابع عشر، انتخب عضو مجلس النواب الاردني عن الدائرة الأولى في محافظة الطفيلة.